# Gangsterpremiere
Pour plus de détails, voir Fiche technique et Distribution.
Gangsterpremiere est une comédie policière autrichienne réalisée par Curd Jürgens et sortie en 1951.

## Synopsis
Hanni, petit rat un peu naïve mais passionnée des planches, veut absolument devenir une grande actrice de théâtre. Elle se rend donc dans la grande ville et s'arrête dans un théâtre désormais désaffecté, qui fait croire à une activité artistique. Hanni veut y passer une audition dans l'espoir d'être engagée. Mais Hanni ne se rend pas compte que des malfrats, membres d'une bande de trafiquants, se sont emparés depuis longtemps de cet ancien lieu de représentation et l'ont transformé en lieu de transbordement de marchandises au marché noir. Hanni devient un véritable problème pour la bande, car elle ne veut pas partir. D'un autre côté, il ne faut pas non plus la laisser partir, car qui sait ce qu'elle va raconter à l'extérieur sur ce théâtre où rien n'est joué ?
C'est ainsi que quelqu'un a l'idée « glorieuse » de construire un village Potemkine : Un théâtre transformé en caverne de voleurs, dans lequel les malfrats jouent les artistes de théâtre. Il ne reste plus qu'à trouver une pièce à répéter avec Hanni, qui ne se doute encore de rien, avant de pouvoir organiser la « première des gangsters » qui donne son titre au film. Hanni est enthousiaste, elle croit vraiment qu'elle va bientôt pouvoir faire ses débuts sur scène. Son professeur d'art dramatique, l'ancienne diva d'opérette Mizzi Lorenz, aux yeux beaucoup moins bleus, est définitivement plus sceptique. Elle remarque rapidement qu'il y a quelque chose de louche avec ces comédiens de théâtre. Mais grâce au caractère bien trempé de Mizzi, la charade se transforme bientôt en véritable représentation théâtrale, et la première peut avoir lieu, avec Hanni et les coulisses comme acteurs ! Ainsi, la scène autrefois désaffectée retrouve son ancienne vocation.

## Fiche technique
- Titre original allemand : Gangsterpremiere[1]
- Réalisateur : Curd Jürgens
- Scénario : Franz Gribitz (de)
- Photographie : Hans Schneeberger
- Montage : Rosemarie Hadacz, Karl Aulitzky
- Musique : Willy Mattes
- Sociétés de production : Alpen-Film Austria (Graz)
- Pays de production :  Autriche
- Langue originale : allemand
- Format : Noir et blanc - 1,37:1 - Son mono - 35 mm
- Durée : 93 minutes
- Genre : comédie policière
- Date de sortie :
  - Autriche : 26 octobre 1951

## Distribution
- Grethe Weiser : Mizzi Lorenz
- Bruni Löbel : Hanni
- Curd Jürgens : Commissaire
- Michael Janisch : Ferry
- Peter Preses : Porfiropoulos
- Rudolf Carl : Hugo
- Harry Fuss : Gustl
- Edith Mill : Lilly
- Hugo Gottschlich : Engelbert
- Hans Putz : Willy
- Hermann Erhardt : Otto
- Kurt Sowinetz : Franz
- Fritz Muliar : Egon
- Marcel André : Alois

## Production
Le tournage de Gangsterpremiere a débuté le 16 juillet 1951 et s'est terminé en septembre de la même année. Le tournage a eu lieu à Vienne et dans les ateliers de Thalerhof (Graz). La première a eu lieu dans trois cinémas viennois le 26 octobre 1951. En Allemagne, on a pu voir le film depuis sa première à Krefeld le 25 décembre 1951.